# Centre d’études nucléaires de la Maâmora

Le Centre d’études nucléaires de la Maâmora - ou Centre national de l'énergie des sciences et des techniques nucléaires (CNESTEN) - est situé dans la forêt de Maâmora (communes de Salé et Kénitra), à 35 km de Rabat au Maroc.

## Historique
Le projet de réacteur nucléaire de recherche est initié dans le cadre d'un accord conclu en 1980 entre le Maroc et les États-Unis. Prévu pour la fin de l'année 2005 ou 2006, un réacteur nucléaire de recherche est mis en exploitation en 2009.

## Description
Le site occupe une superficie de 25 hectares, emploie environ 300 personnes et est protégé par des mesures de sécurité importantes. Le centre est dirigé par Khalid El Mediouri.
D'une puissance de 2 mégawatts, le réacteur du centre est de type TRIGA est fourni par l'américain General Atomics. Il est utilisé à des fins scientifiques, de formation et pour des applications de diagnostic médical.

### Pages liées
- Projet de centrale nucléaire de Sidi Boulbra
- Centre sportif de Maâmora